# Croton subglaber
Pour Croton subglaber, Urb., 1902, voir Croton guildingii.
Espèce
Croton subglaber est une espèce de plantes à fleurs du genre Croton et de la famille des Euphorbiaceae, peut-être présente au Brésil.
Il a pour synonyme :
- Oxydectes subglabra, (K.Schum.) Kuntze